# Осъм
Вижте пояснителната страница за други значения на Осъм.
Осъм (в античността наричана от траките Ноя, а от римляните на латински: Anasamus, Asamus, Аесмус) е река в Северна България, област Ловеч – общини Троян, Ловеч и Летница и област Плевен – общини Левски и Никопол, десен приток на река Дунав. Дължината ѝ заедно с река Черни Осъм, която е приета за начало на Осъм, е 314 km, която ѝ отрежда 5-о място сред реките на България. Дължината само на река Осъм е 278 km.

## Географска характеристика

### Извор, течение, устие
Река Осъм се образува от сливането на реките Бели Осъм (лява съставяща) и Черни Осъм (дясна съставяща) в северната част на град Троян, на 371 m н.в. Официално за начало на реката е приета река Черни Осъм. До град Ловеч тече в северна посока, а след това до град Левски – в североизточна. Между Троян и село Александрово, в Предбалкана тече в дълбока проломна долина. След Александрово навлиза в Дунавската равнина, като долината ѝ е асиметрична, със стръмни десни и полегати леви склонове. От град Левски генералното направление на Осъм е северозападно, като коритото ѝ е широко и поради малкия наклон меандрира във всички направления. В този си участък коритото ѝ е коригирано с водозащитни диги, като преминава от каменисто – в песъкливо. Влива се отдясно в река Дунав (на 599-и km), на 22 m н.в. между град Никопол на изток и село Черковица на запад.

### Водосборен басейн, притоци
Площта на водосборния басейн на Осъм е 2824,2 km2, което представлява 0,35% от водосборния басейн на Дунав, а границите му са следните:
- на запад – с водосборния басейн на река Вит;
- на изток и североизток – с водосборните басейни на реките Янтра и малкият приток на Дунав – Барата;
- на юг – с водосборния басейн на река Марица.

Водосборната област в Стара планина е залесена главно с широколистни гори. В предпланинския си участък водосборната област на Осъм е добре залесена и затревена. Високостеблените гори отстъпват постепенно мястото си на нискостеблени.
Списък на притоците на река Осъм. След името на реката е отбелязана нейната дължина и площ на водосборния ѝ басейн, а със стрелки → ляв приток ← десен приток:
- → Бели Осъм 28,2 / 240,4
- ← Черни Осъм 36 / 218
- → Команска река 21 / 71
- ← Малката река
- → Суха река 28 / 62
- ← Ормандере
- ← Райка
- → Дрипла 20 / 64
- ← Гостиня (Гостинка)
- → Бара
- → Берница
- → Шаварна (Бара, Пелишатска река) 30 / 140
- ← Ломя 38 / 170

### Хидроложки показатели
- Средногодишен отток при гр. Троян – 9,8 m3/s;
- Средногодишен отток при с. Градище – 12,6 m3/s.

Реката има ясно изразен максимум през месеците март-юни, дължащ се на снеготопенето в Стара планина и дъждовете през този сезон. Минимумът е в периода август-октомври.
Подхранването на Осъм е смесено – дъждовно, снегово и от карстови подземни води. В Стара планина и Предбалкана подхранването е предимно от снежни и дъждовни води, в Дунавската равнина – предимно от дъждовни води, а в Предбалкана и от подземни карстови води.

## Селища
По течението на реката са разположени 13 населени места, в т.ч. 3 града и 10 села:
- Област Ловеч

- Община Троян – град Троян;
- Община Ловеч – Лешница, Казачево, Сливек, град Ловеч, Умаревци, Йоглав, Александрово;
- Община Летница – град Летница;

- Област Плевен

- Община Левски – Козар Белене, Трънчовица;
- Община Никопол – Бацова махала, Санадиново, Муселиево.

## Стопанско значение, природни забележителности
Водите на река Осъм, особено в долното течение, в Дунавската равнина се използват главно за напояване. Тя е основен източник на вода за селищата в поречието и района на град Плевен. Поречието ѝ се използва за производство на електроенергия. Тук са изградени ВЕЦ-вете: „Камен рид“, „Баш бунар“, „Ловеч“ и „Китка“.
По цялото протежение на долината на реката преминават пътища от Държавната пътна мрежа:
- второкласен път № 34 Плевен – Никопол, от село Дебово до град Никопол, на протежение от 14,9 km;
- второкласен път № 35 Плевен – Ловеч – Троян – Кърнаре, от Ловеч до Троян, на протежение от 33,3 km
- третокласен път № 301 Козар Белене – Летница – Ловеч, на протежение от 55,7 km;
- третокласен път № 303 Българене – Левски – Павликени – Дряново, от Българене до Градище на протежение от 15,4 km;
- третокласен път № 304 Българене – Дебово, на протежение от 24,5 km;

По целия ляв бряг на реката преминава трасето на жп линията Левски – Ловеч – Троян.
На десния висок бряг на Осъм в района на село Деветаки се намира живописната Деветашка пещера, а на притока ѝ р. Маарата при с. Крушуна се намира карстовият Крушунски водопад, с височина 15 m.

## Етимология
Тракийското название на река Осъм е било Noya (Ноя), по-късно римляните я преименуват на Anasamus, Asamus (Аесмус), а гърците на Οσμοσ (Осмос). На славянски, старобългарски и турски се е наричала Осма. Името Осъм се е наложило чак в средата на 19 век.

## Топографска карта
- Лист от карта K-35-38. Мащаб: 1 : 100 000.
- Лист от карта K-35-26. Мащаб: 1 : 100 000.
- Лист от карта K-35-27. Мащаб: 1 : 100 000.
- Лист от карта K-35-15. Мащаб: 1 : 100 000.
- Лист от карта K-35-14. Мащаб: 1 : 100 000.
- Лист от карта K-35-2. Мащаб: 1 : 100 000.